# Gyllenhaal (famiglia)

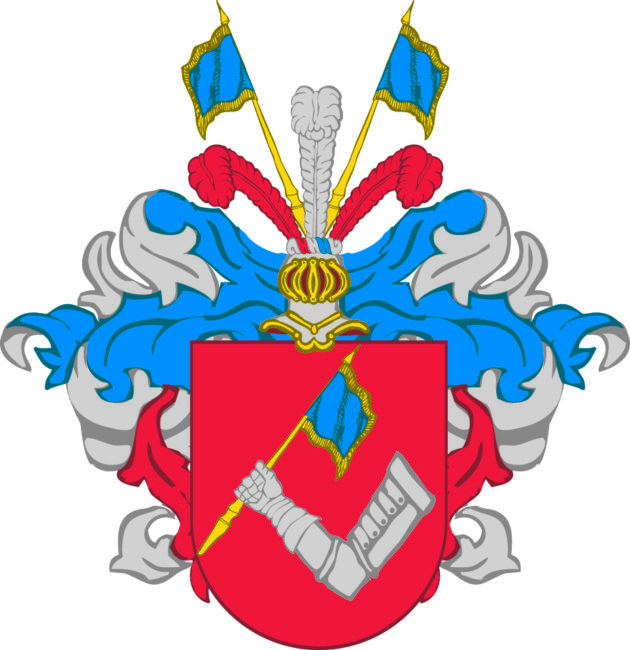
Scudo del 1652

Gyllenhaal (pronunciato Jill-en-hall in inglese e Yull-en-hall in svedese) è una famiglia statunitense di origine svedese discesa dal tenente Nils Haal († 1680 o 1681), nominato nobile nel 1652 con il cambiamento del cognome in Gyllenhaal. Alcuni membri importanti di questa famiglia sono:
- Johan Abraham Gyllenhaal (1750-1788), geologo e mineralogista.
- Stephen Gyllenhaal (n. 1949), regista statunitense (bisnipote di Anders Leonard Gyllenhaal), sposato con la produttrice e sceneggiatrice Naomi Foner.
- Maggie Gyllenhaal (n. 1977), attrice statunitense figlia di Stephen Gyllenhaal e sorella di Jake Gyllenhaal.
- Jake Gyllenhaal (n. 1980), attore statunitense figlio di Stephen Gyllenhaal e fratello di Maggie Gyllenhaal.

## Albero genealogico
|                                                     |                                                     |                     |                     |                                                                   |                                                                   |                                                                |                                                                |                                                   |                                                   |                   |                   |                |                         |                         |
|                                                     |                                                     |                     |                     |                                                                   |                                                                   |                                                                | GYLLENHAAL                                                     |                                                   |                                                   |                   |                   |                |                         |                         |
|                                                     |                                                     |                     |                     |                                                                   |                                                                   |                                                                |                                                                |                                                   |                                                   |                   |                   |                |                         |                         |
|                                                     |                                                     |                     |                     |                                                                   |                                                                   |                                                                |                                                                |                                                   |                                                   |                   |                   |                |                         |                         |
|                                                     |                                                     |                     |                     |                                                                   |                                                                   |                                                                | Olof                                                           |                                                   |                                                   |                   |                   |                |                         |                         |
|                                                     |                                                     |                     |                     |                                                                   |                                                                   |                                                                |                                                                |                                                   |                                                   |                   |                   |                |                         |                         |
|                                                     |                                                     |                     |                     |                                                                   |                                                                   |                                                                |                                                                |                                                   |                                                   |                   |                   |                |                         |                         |
|                                                     |                                                     |                     |                     |                                                                   |                                                                   |                                                                | Gunne Olfsson Hall 1565-1634                                   |                                                   |                                                   |                   |                   |                |                         |                         |
|                                                     |                                                     |                     |                     |                                                                   |                                                                   |                                                                |                                                                |                                                   |                                                   |                   |                   |                |                         |                         |
|                                                     |                                                     |                     |                     |                                                                   |                                                                   |                                                                |                                                                |                                                   |                                                   |                   |                   |                |                         |                         |
|                                                     |                                                     |                     |                     |                                                                   |                                                                   |                                                                | Nils Gunnesson 1600-1680 ⚭ Märta Hierta                        |                                                   |                                                   |                   |                   |                |                         |                         |
|                                                     |                                                     |                     |                     |                                                                   |                                                                   |                                                                |                                                                |                                                   |                                                   |                   |                   |                |                         |                         |
|                                                     |                                                     |                     |                     |                                                                   |                                                                   |                                                                |                                                                |                                                   |                                                   |                   |                   |                |                         |                         |
|                                                     |                                                     |                     | Annika              | Annika                                                            | Catharina                                                         | Catharina                                                      | Hans Nilsson 1655-1710 ⚭ Barbara Liliestielke                  | Hans Nilsson 1655-1710 ⚭ Barbara Liliestielke     | Gudmund                                           | Gudmund           | Lars              | Lars           |                         |                         |
|                                                     |                                                     |                     |                     |                                                                   |                                                                   |                                                                |                                                                |                                                   |                                                   |                   |                   |                |                         |                         |
|                                                     |                                                     |                     |                     |                                                                   |                                                                   |                                                                |                                                                |                                                   |                                                   |                   |                   |                |                         |                         |
|                                                     |                                                     | Metta Christina     | Metta Christina     | Carl                                                              | Carl                                                              | Abraham Rudolf 1695-1743 ⚭ Maria Christina Lybecker            | Abraham Rudolf 1695-1743 ⚭ Maria Christina Lybecker            | Gustaf                                            | Gustaf                                            | Leonard Adolf     | Leonard Adolf     | Martha         | Martha                  |                         |
|                                                     |                                                     |                     |                     |                                                                   |                                                                   |                                                                |                                                                |                                                   |                                                   |                   |                   |                |                         |                         |
|                                                     |                                                     |                     |                     |                                                                   |                                                                   |                                                                |                                                                |                                                   |                                                   |                   |                   |                |                         |                         |
| Georg Rudolf 1721-1781 ⚭ Catharina Helena Bjerman   | Georg Rudolf 1721-1781 ⚭ Catharina Helena Bjerman   | Christina Maria     | Christina Maria     | Georg Rudolf                                                      | Georg Rudolf                                                      | Beata                                                          | Beata                                                          | Hans Reinhold 1724-1796 ⚭ Anna Catharina Wahlfelt | Hans Reinhold 1724-1796 ⚭ Anna Catharina Wahlfelt | Barbro            | Barbro            | Abraham        | Abraham                 |                         |
|                                                     |                                                     |                     |                     |                                                                   |                                                                   |                                                                |                                                                |                                                   |                                                   |                   |                   |                |                         |                         |
|                                                     |                                                     |                     |                     |                                                                   |                                                                   |                                                                |                                                                |                                                   |                                                   |                   |                   |                |                         |                         |
| Carl Johan 1749-1808 ⚭ Florentina Gustava Stromborn | Carl Johan 1749-1808 ⚭ Florentina Gustava Stromborn |                     | Maria Christina     | Maria Christina                                                   | Lars                                                              | Lars                                                           | Leonard 1752-1840 ⚭ Anna Hard                                  | Leonard 1752-1840 ⚭ Anna Hard                     | Svante Georg                                      | Svante Georg      | Paul Conrad       | Paul Conrad    | Johan Abraham 1750-1788 | Johan Abraham 1750-1788 |
|                                                     |                                                     |                     |                     |                                                                   |                                                                   |                                                                |                                                                |                                                   |                                                   |                   |                   |                |                         |                         |
|                                                     |                                                     |                     |                     |                                                                   |                                                                   |                                                                |                                                                |                                                   |                                                   |                   |                   |                |                         |                         |
| Anna Sofia 1792-1871 ⚭ Fredrik Ulrik von Essen      | Anna Sofia 1792-1871 ⚭ Fredrik Ulrik von Essen      | Catharina Charlotta | Catharina Charlotta | Eleonora Margareta                                                | Eleonora Margareta                                                | Fredrik Leonard 1802-1873 ⚭ Christina Louisa Westling          | Fredrik Leonard 1802-1873 ⚭ Christina Louisa Westling          | Lars Reinhold                                     | Lars Reinhold                                     | Sofia Lovisa      | Sofia Lovisa      | Anna Eleonora  | Anna Eleonora           |                         |
|                                                     |                                                     |                     |                     |                                                                   |                                                                   |                                                                |                                                                |                                                   |                                                   |                   |                   |                |                         |                         |
|                                                     |                                                     |                     |                     |                                                                   |                                                                   |                                                                |                                                                |                                                   |                                                   |                   |                   |                |                         |                         |
|                                                     |                                                     | Frasiska Vilhelmina | Frasiska Vilhelmina | Frans Wilhelm Bruno                                               | Frans Wilhelm Bruno                                               | Anders Leonard 1842 (Svezia)-1905 (USA) ⚭ Selina Amanda Nelson | Anders Leonard 1842 (Svezia)-1905 (USA) ⚭ Selina Amanda Nelson | Fredrik Reinhold                                  | Fredrik Reinhold                                  | Anna-Maria Lovisa | Anna-Maria Lovisa |                |                         |                         |
|                                                     |                                                     |                     |                     |                                                                   |                                                                   |                                                                |                                                                |                                                   |                                                   |                   |                   |                |                         |                         |
|                                                     |                                                     |                     |                     |                                                                   |                                                                   |                                                                |                                                                |                                                   |                                                   |                   |                   |                |                         |                         |
|                                                     | Alvin Gabriel                                       | Alvin Gabriel       | Vida Louise         | Vida Louise                                                       | Leonard Efriam 1881-1934 ⚭ Virginia Philola Pendleton             | Leonard Efriam 1881-1934 ⚭ Virginia Philola Pendleton          | Agnes Sofia                                                    | Agnes Sofia                                       | Margaret Anna                                     | Margaret Anna     | Fredrik Edmund    | Fredrik Edmund |                         |                         |
|                                                     |                                                     |                     |                     |                                                                   |                                                                   |                                                                |                                                                |                                                   |                                                   |                   |                   |                |                         |                         |
|                                                     |                                                     |                     |                     |                                                                   |                                                                   |                                                                |                                                                |                                                   |                                                   |                   |                   |                |                         |                         |
|                                                     | Harriet                                             | Harriet             | Charles Pendleton   | Charles Pendleton                                                 | Hugh Anders 1921-1979 ⚭ Virginia Lowrie Childs                    | Hugh Anders 1921-1979 ⚭ Virginia Lowrie Childs                 | Leonard Efraim                                                 | Leonard Efraim                                    | Peter Rittenhouse                                 | Peter Rittenhouse |                   |                |                         |                         |
|                                                     |                                                     |                     |                     |                                                                   |                                                                   |                                                                |                                                                |                                                   |                                                   |                   |                   |                |                         |                         |
|                                                     |                                                     |                     |                     |                                                                   |                                                                   |                                                                |                                                                |                                                   |                                                   |                   |                   |                |                         |                         |
|                                                     |                                                     |                     | Max Stafford        | Max Stafford                                                      | Stephen Roark 1949 ⚭ Naomi Foner                                  | Stephen Roark 1949 ⚭ Naomi Foner                               | Anders                                                         | Anders                                            |                                                   |                   |                   |                |                         |                         |
|                                                     |                                                     |                     |                     |                                                                   |                                                                   |                                                                |                                                                |                                                   |                                                   |                   |                   |                |                         |                         |
|                                                     |                                                     |                     |                     |                                                                   |                                                                   |                                                                |                                                                |                                                   |                                                   |                   |                   |                |                         |                         |
|                                                     |                                                     |                     |                     | Jake 1980 ⚭ Kirsten Carolina Dunst ⚭ Laura Jeen Reese Whiterspoon | Jake 1980 ⚭ Kirsten Carolina Dunst ⚭ Laura Jeen Reese Whiterspoon | Maggie 1977 ⚭ Peter Sarsgaard                                  | Maggie 1977 ⚭ Peter Sarsgaard                                  |                                                   |                                                   |                   |                   |                |                         |                         |